# Natriurèse
La natriurèse (du latin natrium = sodium) est la concentration en sodium (Na) des urines pour une diurèse donnée. Elle s'exprime généralement en millimoles de sodium par litre ou par 24 heures.

## Physiologie
Le fonctionnement cellulaire est conditionné par la stabilité du milieu extracellulaire. Le sodium est le cation principal de ce milieu et il joue un rôle essentiel dans l'équilibre hydroélectrolytique et dans le maintien de la pression osmotique. Les apports alimentaires étant très variables, c'est le rein qui va assurer la balance du sodium en réabsorbant le sodium  et l'eau. Dans certaines circonstances d'autres mécanismes peuvent participer à l'élimination du sodium, c'est le cas des pertes cutanées  ou digestives basses . Au niveau du rein, le sodium et l'eau sont intégralement filtrés à travers la membrane basale glomérulaire, puis ils sont réabsorbés de façon différentielle à plusieurs niveaux du néphron pour aboutir à la concentration finale des urines en sodium. Le transport du sodium au niveau de la membrane basale dépend de la perméabilité de cette membrane et de la pression de filtration. Au niveau tubulaire, il existe une réabsorption passive du sodium déterminée par le gradient de concentration du milieu interstitiel et une réabsorption active sous la dépendance de  la pompe sodium/chlore et sodium/potassium. Différents baro- et  volorécepteurs de l'organisme vont réguler l'excrétion de sodium et d'eau, notamment par le biais de la sécrétion d'hormone anti-diurétique (ADH), du facteur natriurétique atrial (FNA) et la mise en jeu du système rénine/angiotensine/aldostérone (SRAA). 

## Valeurs de référence
La natriurèse varie en fonction des apports sodés alimentaires et des besoins de l'organisme. On ne parle donc pas de "valeurs de référence" mais de valeurs usuelles. Chez l'adulte, elles sont comprises entre 55 et 220 mmol/24h.  Il existe également des variations nycthémérales, avec une diminution de l'excrétion au cours de la nuit. 

## Interprétation des résultats
La détermination de la natriurèse est réalisée au sein de l'ionogramme urinaire qui consiste à déterminer les concentrations du sodium, du potassium et éventuellement du chlore urinaires.
Les résultats de la natriurèse, confrontés aux résultats du potassium urinaire et du ionogramme plasmatique, participent au diagnostic étiologique des hyponatrémies qui sont des troubles fréquents en service de réanimation. 
- En cas d'hyponatrémie de déplétion, une natriurèse supérieure à 20 mmol/l indique que la perte sodée est d'origine rénale, liée à la prise de diurétiques, à une insuffisance surrénale ou à une néphropathie avec perte de sel ; une natriurèse inférieure à 10 mmol/l est en faveur de pertes sodées extrarénales, cutanées (sueurs abondantes, brûlures) ou digestives basses (diarrhée, fistule).

- En cas d'hyponatrémie de dilution par rétention d'eau pure, la natriurèse est généralement supérieure à 20 mmol/l. Ces hyponatrémies de dilution sont observées en cas de Sécrétion Inappropriée d'ADH (SIADH), dans certaines hypothyroïdies et lors d'excès d'apports (potomanie, syndrome des buveurs de bière).
- En cas d'hyponatrémie par rétention hydrosodée, on observe une oligurie et la natriurèse est inférieure à 20 mmol/l. Ces hyponatrémies sont rencontrées dans les insuffisances cardiaques, les cirrhoses et les syndromes néphrotiques.

Les hypernatrémies sont plus rares car, à l'état normal, la soif permet de compenser la perte d'eau.    
- Une étiologie rare est liée à un apport excessif de solutés salés hypertoniques et dans ce cas la natriurèse est supérieure à 20 mmol/l.
- Le mécanisme le plus fréquent est le cas de pertes hydrosodées sans compensation par ingestion d'eau du fait d'une absence d'accès libre à l'eau (nouveau-né), de conditions climatiques extrêmes ou d'une altération de la sensation de soif. Ces pertes peuvent être extrarénales (cutanées, respiratoires ou digestives) et dans ce cas la natriurèse est supérieure à 20 mmol/l. Les pertes peuvent être rénales du fait d'une anomalie de la régulation de l'ADH, on parle alors de diabète insipide[6]. Dans ce cas les urines sont diluées et leur osmolarité est basse, la natriurèse a peu d'intérêt et exprimée par 24h, elle est normale.

La détermination de la natriurèse est également utilisée dans le diagnostic de l'hyperaldostéronisme primaire.  